# Rodebeek
De Rodebeek is een beek die door Waasmunster, Hamme en Zele stroomt. De beek splitste vroeger af van de Beekstraatbeek in Zele en stroomde verder op de grens tussen Hamme en Waasmunster, waar ze uitmonde in de rivier de Durme. Maar door de dijken die aan de oevers van de Durme werden gebouwd kon de beek niet meer water afvoeren naar de Durme en werd ze een regenbeek. Ze vervoerd nu alleen nog maar water dat uit de Durme wordt gepompt richting Zele in de Beekstraatbeek en uiteindelijk de Polderbeek.